# Operação Alarico
Operação Alarico (em alemão Unternehmen Alarich) foi o nome, durante a Segunda Guerra Mundial, do plano de invasão da Itália projetado pelo alto comando germânico e posto em ação com sucesso em 8 de setembro de 1943, data do armistício entre o Reino de Itália os anglo-americanos que tinham invadido e ocupado a Sicília. O plano era conhecido também com o nome de "Operação Achse" (em alemão Unternehmen Achse).
O nome é uma referência ao líder bárbaro Alarico I, que saqueou Roma em 410 d.C. Elaborado já em maio de 1943, o plano foi então expandido em intenções e implementado em setembro de 1943 como a Operação Achse.

## História
A ordem relativa à preparação da operação foi entregue pessoalmente por Adolf Hitler ao Oberkommando der Wehrmacht em maio de 1943, devido ao declínio da sorte do Eixo no teatro mediterrâneo após a rendição das forças ítalo-alemãs na Tunísia.
Prevenindo as consequências da saída repentina da Itália do conflito com o subsequente desembarque das forças aliadas na península italiana, o plano visava criar uma forte fortaleza alemã no norte da Itália dentro da qual as unidades da Wehrmacht se posicionassem na Itália fronteira sul teria recuado, permanecendo em defesa avançada da fronteira sul da Alemanha nazista. O plano deveria ser executado por um contingente de seis ou sete divisões alemãs reconvocadas da Frente Oriental, e então reforçado de acordo com as circunstâncias por outras treze ou quatorze divisões da França e de outras regiões; este contingente teria sido coordenado por um grupo de exércitos com sede localizada em Munique.
Após a deposição de Mussolini em 25 de julho de 1943, os alemães iniciaram as primeiras manobras preliminares previstas pelo plano "Alaric": o marechal de campo Erwin Rommel foi chamado de volta da frente dos Bálcãs e colocado no comando do novo Grupo de exército B baseado em Munique, enquanto o II SS-Panzerkorps era chamado de volta da frente russa para ser enviado à Itália e várias divisões alemãs da França e Alemanha começaram a fluir pela fronteira dos Alpes. O plano também incluía a libertação de Mussolini da prisão pelos paraquedistas do General Kurt Studant (a futura Operação Quercia) e a captura dos governantes italianos em Roma (Operação Student, mais tarde renomeada Operação Schwartz).

Em 28 de julho de 1943, o plano original de "Alarico" foi abandonado em favor de uma operação muito mais ampla, incluindo a tomada do controle de todas as fronteiras terrestres da Itália e dos portos de Gênova, La Spezia, Livorno, Trieste, Fiume e Pola com as unidades navais da Regia Marina ancoradas aqui, a ocupação dos territórios guarnecidos pela Itália no sul da França e nos Balcãs, a evacuação das forças alemãs da Sardenha e da Córsega, a retirada do 10.º Exército (Alemanha) sul da Itália à região em torno de Roma e, finalmente, o estabelecimento de uma posição defensiva pelo Grupo de Exércitos B ao longo da linha que ia da ilha de Elba a Civitanova Marche. O novo plano, denominado Operação Achse, foi implementado logo após o armistício de Badoglio de 8 de setembro de 1943.